# Langues keresanes
Les langues keresanes ou langues keres sont une petite famille de langues amérindiennes parlée dans sept pueblos de la région de la vallée du Río Grande dans l'État du Nouveau-Mexique aux États-Unis.

## Classification
Les parlers keresans forment un ensemble à l'intérieur duquel on ne peut établir de différences très nettes. Les parlers les plus différenciés sont aussi les plus distants géographiquement : ainsi ceux d'Acoma et de Cochiti ne sont pas mutuellement compréhensibles.
Les dialectes keresans se répartissent en deux groupes:
- Le keres de l'Ouest, parlé dans les pueblos d'Acoma et de Laguna (en), situés au sud-ouest de la zone du keres de l'Est[3], par 3 990 personnes en 2007, dont 1 930 à Acoma et 2 060 à Laguna[1].
- Le keres de l'Est, qui est parlé dans cinq pueblos situés dans la vallée du Rio Grande ou dans des régions proches[3] par 6 680 personnes en 2007, dont 500 de Zia (en), 390 de Santa Ana (en), 2 340 de Kewa (en) et 600 de Cochiti[2].

## Proto-keresan

### Consonnes
Le tableau présente les phonèmes consonantiques du proto-keresan, tels que reconstruits par Miller et Davis (1963) sur la base de la comparaison des parlers d'Acoma, Santa Ana et Santo Domingo :
| Type de consonne | Type de consonne   | Labiale | Dentale | Palatale | Rétroflexe | Dentale/Palatale | Vélaire |
| ---------------- | ------------------ | ------- | ------- | -------- | ---------- | ---------------- | ------- |
| Occlusive        | non aspirée        | p       | t       | tʃ       | tʂ         | ts               | k       |
| Occlusive        | aspirée            | pʰ      | tʰ      | tʃʰ      | tʂʰ        | tsʰ              | kʰ      |
| Occlusive        | glottalisée        | pʼ      | tʼ      | tʃʼ      | (tʂʼ)      | tsʼ              | kʼ      |
| Fricative        | simple             |         | s       | ʃ        | ʂ          |                  |         |
| Fricative        | glottalisée        |         | (sʼ)    | ʃʼ       | ʂʼ         |                  |         |
| Résonante        | simple             | w       | r       | j        |            |                  |         |
| Résonante        | glottalisée        | wʼ      | rʼ      | jʼ       |            |                  |         |
| Résonante        | nasale             | m       | n       |          |            |                  |         |
| Résonante        | nasale glottalisée | mʼ      | nʼ      |          |            |                  |         |

### Allophone
La consonne *tʂʼ est un allophone de *tʂ ou *tʂʰ.

### Voyelles
Le proto-keresan compte cinq voyelles : a, e, u, i, ɨ.